# Joel Rosenberg
Joel Rosenberg (Winnipeg, 1 de Maio de 1954 — 2 de junho de 2011) foi um escritor de ficção científica canadense-americano, conhecido por sua longa metragem "Guardians of the Flame".
Rosenberg foi um ativista dos Direitos Humanos.
O seu irmão mais velho é o repórter Carol Rosenberg do jornal Miami Herald